# Верхние Таволги
Ве́рхние Та́волги — деревня в Невьянском районе Свердловской области России. Входит в Невьянский муниципальный округ. Вместе с деревней Нижние Таволги один из двух центров русского народного промысла Таволжской керамики.

## Население
Долговременная динамика численности населения:
| Численность населения | Численность населения | Численность населения | Численность населения | Численность населения | Численность населения | Численность населения | Численность населения | Численность населения | Численность населения | Численность населения | Численность населения |
| 1858                  | 1869                  | 1887                  | 1926                  | 1937                  | 1939                  | 1959                  | 1970                  | 1979                  | 1989                  | 2002                  | 2010                  |
| --------------------- | --------------------- | --------------------- | --------------------- | --------------------- | --------------------- | --------------------- | --------------------- | --------------------- | --------------------- | --------------------- | --------------------- |
| 513                   | 578                   | 638                   | 758                   | н/д                   | н/д                   | н/д                   | н/д                   | н/д                   | н/д                   | 204                   | 142                   |

## География
Верхние Таволги расположены в нижнем течении реки Таволги, к северу от Екатеринбурга, к югу от Нижнего Тагила, в 12 километрах по прямой и в 14 километрах к северо-востоку от районного центра — города Невьянска. Верхние Таволги находятся чуть выше по течению более крупного села Нижние Таволги. В черте деревни река Таволга образует небольшой пруд.

## История
Деревня Верхние Таволги была основана в конце XVII века. Основателем считают государственного крестьянина Растрепеню, поселившегося здесь для занятия хлебопашеством. С постройкой невьянских заводов здесь стали селиться беглые раскольники из разных губерний. Деревня известна своими потомственными гончарами. Верхние Таволги входили в состав Быньговской волости Екатеринбургского уезда. В 1869 году в Таволгах имелась одна старообрядческая часовня. Население на этот год состояло из 263 мужчин и 315 женщин, проживавших в 95 дворах.

## Промысел
Издавна в деревнях Верхние и Нижние Таволги существует народный промысел по изготовлению и художественной росписи керамики. Таволожская керамика известна на весь Урал и пользуется большой популярностью у гостей Уральской земли. В селе Верхние Таволги находится Музей Таволожской керамики, небольшая мастерская при музее и гостиница. В Нижних Таволгах самая большая мастерская по производству керамических изделий.
В июне 2011 года в Верхних Таволгах впервые прошёл фестиваль гончарного искусства «Таволожская свистулька».

## Инфраструктура
В деревне Верхние Таволги находится православная старообрядческая часовня «В честь первых христиан на Уральской земле» и мемориал в память о погибших в Великой Отечественной войне.
В деревне помимо музея есть сельский клуб и продуктовый магазин.
Добраться до деревни можно на автобусе из Екатеринбурга, Нижнего Тагила и Невьянска.

## Музей
В деревне расположен музей русского народного промысла Урала Таволожской керамики, открытый в здании старинной гончарной мастерской. Здание музея каменное, одноэтажное. На территории музея находится комплекс русских народных построек с музейной экспозицией предметов народного быта. При музее есть столовая и небольшая мастерская, где проводят мастерклассы для туристов.

## Промышленность
- ООО «Таволожская керамика» (художественная мастерская при музее);
- ООО «СУЭС» (производственная фирма).